# Ernst Isselmann

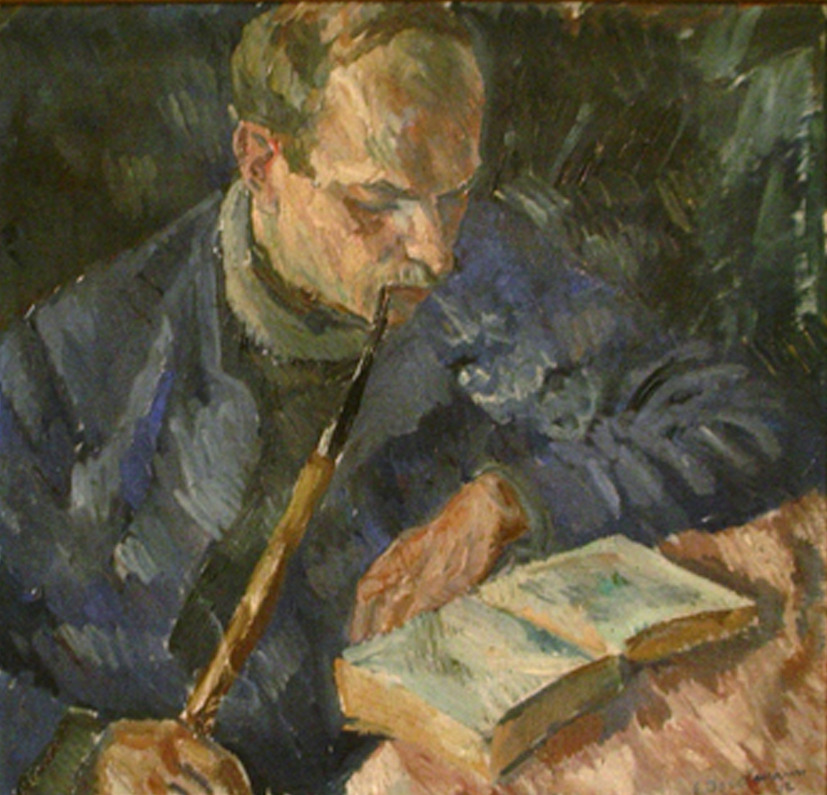
Ernst Isselmann, Selbstporträt, um 1913

Wilhelm Carl Ernst Isselmann (* 29. April 1885 in Rees; † 17. März 1916 ebenda) war ein deutscher Maler.

## Leben
Isselmann wurde am 29. April 1885 als Sohn des Möbelfabrikanten Conrad Johann Isselmann (1845–1913) und seiner Frau Catharina Caroline Auguste Emilie († 1925), geb. Fuchs, in Rees am Niederrhein geboren. Er nahm sein Studium vermutlich um 1904 an der Kunstakademie Düsseldorf auf, wechselte bald nach Dresden, wo er in die Malklasse von Carl Bantzer (1857–1941) aufgenommen wurde. Isselmann freundete sich mit Bantzer an und begleitete ihn zu verschiedenen Besuchen in der Künstlerkolonie Willingshausen unweit von Kassel. Dort erhielt er durch den Neoimpressionisten Paul Baum (1859–1932) zusätzliche Anregungen, die durch ausgedehnte Studienreisen nach Berlin und Paris, wo er die Museen und Galerien für moderne Kunst besuchte, zu einer eigenständigen künstlerischen Ausdrucksform erweitert wurden. Vincent van Gogh (1853–1890), Paul Cézanne (1839–1906) und die pointillistische Malerei hinterließen deutliche Spuren in Isselmanns Werk jener Jahre.

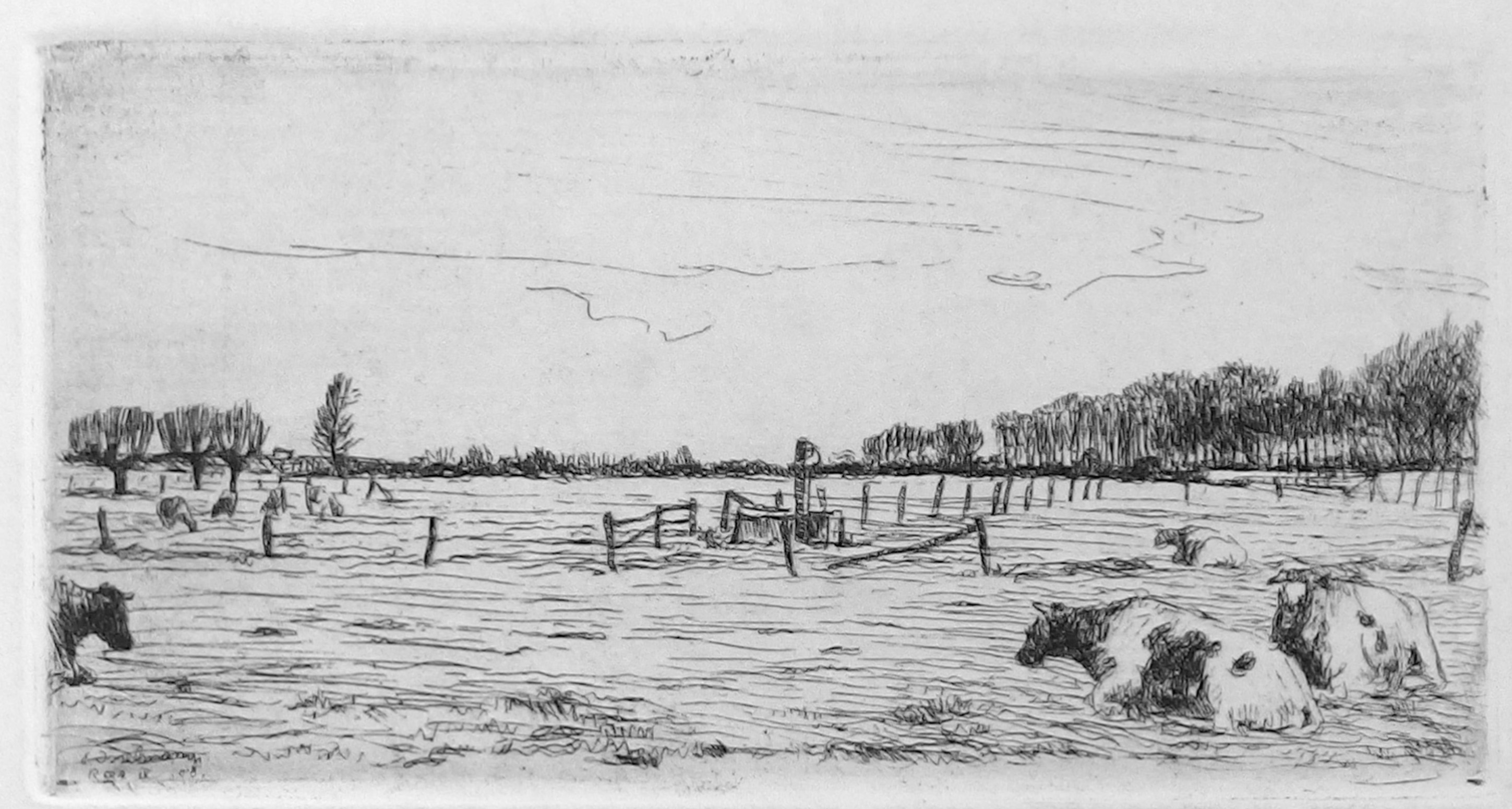
Ernst Isselmann, Rees im September 1908

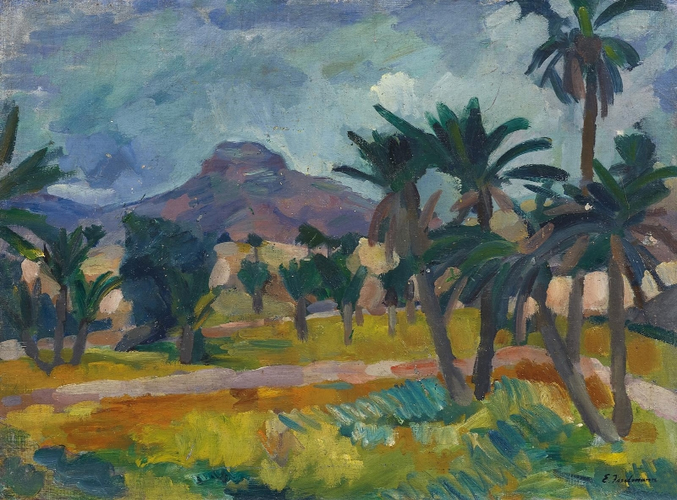
Landschaft mit Palmen, Tunesien 1914

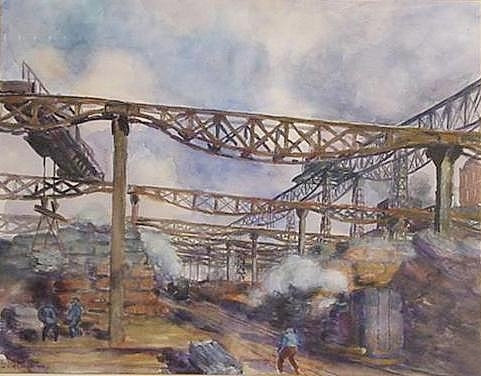
Industrieanlage im Saarland, 1916

Nach den Studienjahren zog es Isselmann wieder in seine Heimatstadt an den Niederrhein zurück. Das Rheinland war in jenen Jahren zu einem bedeutenden Zentrum der Moderne geworden, in das Isselmann nun eintrat. Im Januar 1909 lässt sich im Kunstsalon Schulte in Düsseldorf eine erste Ausstellung Isselmanns feststellen, in der er 21 Arbeiten zeigte. Rasch gewann er Kontakte zu den Kölner Modernen und dem Sonderbund Westdeutscher Kunstfreunde und Künstler, dem der Leiter des Wallraf-Richartz-Museum, Rudolf Hagelstange (1874–1914), vorstand, und auf deren Ausstellung in Köln er 1912 mit verschiedenen Werken vertreten war.
Isselmann galt als ein interessierter, informierter und reger Künstler. Mit dem Kölner Maler Franz M. Jansen (1885–1958) verband ihn eine enge freundschaftliche und kollegiale Beziehung. Als Jansen nach Auseinandersetzungen mit dem Kölner Künstlerbund zusammen mit August Deusser (1870–1942) u. a. im Frühjahr 1910 die Cölner Secession gründete, trat Isselmann ihr bei und war auch mit Arbeiten auf den beiden Ausstellungen 1912 und 1913 vertreten. 
Jansen und Isselmann wurden Ateliernachbarn im Brückenturm der Homberger Brücke in Ruhrort-Homberg. Dort arbeiteten sie gemeinsam von Mai bis September 1913 an einer grafischen Mappe für die Werkleute auf Haus Nyland, die zu einer Vielzahl von Arbeiten führte, die die Industrie- und Arbeitswelt thematisierten. Durch Jansen lernte Isselmann auch den Maler Johannes Greferath (1872–1946) kennen, der gelegentlich – meist mit Jansen – zu Besuch bei Isselmann war. 
Im Winter 1913/14 gründete Isselmann mit Werner Heuser (1880–1964), Hans Dornbach (1885–1952) u. a. die Rheinische Künstlervereinigung, Sitz Köln, die im Januar 1914 eine erste Ausstellung in den Räumen des Kölnischen Kunstvereins organisierte. An der Ausstellungseröffnung selbst nahm Isselmann nicht teil. Er war wenige Wochen zuvor mit dem zu den Rheinischen Expressionisten zählenden Maler William Straube (1871–1954) nach Tunesien aufgebrochen, um dort einige Monate zu verbringen. Neben neuen künstlerischen Impulsen erhoffte sich Isselmann vor allem eine Gesundung seiner erkrankten Lungen. Die Ärzte hatten im Jahr zuvor eine beginnende Schwindsucht diagnostiziert und zu einer Reise in trockene und warme Klimazonen geraten.
Es ist durchaus vorstellbar, dass er im Verlauf dieser Reise auf die Maler August Macke (1887–1914), Paul Klee (1879–1940) und Louis Moilliet (1880–1962) traf, die sich vom 7. bis 19. April während ihrer Tunisreise in derselben Gegend aufhielten. Im Sommer 1914 kehrte Isselmann Tunesien den Rücken, da seine finanziellen Mittel nahezu aufgebraucht waren. Er nutzte die Rückreise, um Rom und seinen zahlreichen Museen einen Besuch abzustatten. Noch vor Ausbruch des Ersten Weltkriegs kehrte er im August 1914 nach Rees zurück. Schwer krank vegetierte er im Elternhaus und nach einem Blutsturz wurde er schließlich nach Essen in ein Krankenhaus gebracht. Hier kümmert sich der damalige Direktor des Städtischen Museums Essen (heute Museum Folkwang), Ernst Gosebruch (1872–1953), um den schwer kranken Künstler. Im Frühjahr 1915 kehrte Isselmann unheilbar krank noch einmal nach Rees zurück, wo er am 17. März 1916 im Hause seiner Eltern an den Folgen seiner schweren Lungenkrankheit starb.
Gosebruch, der zuvor schon Bilder Isselmanns für das Essener Museum angekauft hatte, regelte den Nachlass, der von dem Düsseldorfer Kunsthändler Alfred Flechtheim (1878–1937), einem der ersten Förderer Isselmanns, verwaltet wurde.  
1937 wurden in der Nazi-Aktion „Entartete Kunst“ nachweislich sechzehn Bilder Isselmanns aus öffentlichen Sammlungen beschlagnahmt und vernichtet.
Dass sich heute nur noch wenige Spuren Isselmanns in der Kunstgeschichte finden lassen, hängt sicherlich auch mit der Auflösung der Sammlung Flechtheims durch die Nationalsozialisten (1933) und den Kriegseinflüssen zusammen.
Maßgebliche Akzente konnte Isselmann durch seinen frühen Tod nicht setzen. Dennoch haben seine Bilder, vor allem die in Tunesien entstandenen, viele Liebhaber gefunden, so dass heute noch Bestände in verschiedenen Museen (etwa Kunstmuseum Bonn, Kunstmuseum Düsseldorf oder Museum Folkwang Essen) und bei Privatsammlern zu finden sind.

## 1937 als "entartet" aus öffentlichen Sammlungen beschlagnahmte und vernichtete Werke

### Museum Folkwang Essen

#### Druckgrafik
- Kauernde Negerin (Lithografie)

#### Zeichnungen
- Tanz im Café (Bleistift)
- Kran (Kreide)
- Liegender Akt (Kreide)
- Märchenerzähler im Café (Kreide)
- Industrielandschaft (Kreide)
- Straße in Tunis (Kreide)
- Kranbau einer Fabrik (Kreide)
- Windzüge eines Hochofens (Kreide)
- Industrielandschaft (Kreide)
- Landschaft bei Rees (Kreide)
- Landschaft mit Industrieanlagen (Kreide)
- Sonk/Tunis (Kreide)
- Industriemotiv (Kreide)
- Arabische Huren (Farbkreide)

### Nassauisches Landesmuseum Wiesbaden
- Landschaft (Tafelbild)

## Ausstellungen (Auswahl)
- 1912: Kollektivausstellung, Kölnischer Kunstverein[2]
- 1985: Obernier-Museum, Bonn
- 2013: Koenraad-Bosman-Museum, Rees